# Jersey Boys
Jersey Boys är en amerikansk biografisk musikal-dramafilm från 2014 i regi och produktion av Clint Eastwood, baserad på jukeboxmusikalen från 2005 med samma titel.

## Handling
Handlingen kretsar kring fyra unga män, alla bosatta i New Jersey. De befinner sig på fel sida av lagen men bestämmer sig för att bli hederliga genom att bilda rockbandet The Four Seasons.

## Medverkande i urval
- John Lloyd Young – Frankie Valli
- Erich Bergen – Bob Gaudio
- Michael Lomenda – Nick Massi
- Vincent Piazza – Tommy DeVito
- Christopher Walken – Gyp DeCarlo
- Renée Marino – Mary Delgado
- Kathrine Narducci – Mary Rinaldi
- Lou Volpe – Frankie's father
- Mike Doyle – Bob Crewe
- Rob Marnell – Joe Long
- James Madio – Stosh
- Steve Schirripa – Vito

## Om filmen
Filmen är baserad på verkliga händelser och den har tilldelats fyra priser i kategorin "bästa regi". Under filmens gång får man höra en del av The Four Seasons mest kända låtar, men det är skådespelarna själva som framför musiken.